# Покровский храм (Кричев)
Покровский храм (бел. Пакроўская царква) — православный храм в городе Кричеве, расположен в районе цементного завода, по адресу ул. Космонавтов, 12. Храм построен в 1946 году. При храме имеется воскресная школа.

## История
Во время Великой Отечественной войны на территории прилегающей к Кричевскому цементному заводу находился Кричевский концлагерь. Ко времени освобождения Кричева в нём погибло около 18 тысяч человек. Местный уроженец (село Воронёво) отец Иоанн Захарченко принял решение построить рядом с многочисленными безымянными могилами храм. В военные и первые послевоенные годы по политическим причинам отношение к религии было смягчено со стороны властей и строительство храма разрешено.
В деревне Ботвиновка было куплено здание бывшей Свято-Покровского храма. Этот храм был построен ещё до революции, но во время советской власти превращён в клуб. Сруб был перевезён на посёлок цементников и собран на новом месте. в 1946 году храм был освящён и открыт для верующих. В ноябре 1962 года во время хрущёвской антирелигиозной кампании храм был закрыт.
В конце 80-х годов группа прихожан обратилась с прошением к местными властями о возврате здания храма верующим, что и случилось в 1990 году. Последнее время здание храма использовалось как гостиница. Восстановлением храма руководил настоятель Свято-Николаевской церкви отец Михаил Маковцов. Серьёзную помощь оказывало предприятие «Кричевцементношифер», которое выделяло строительные материалы, технику и специалистов. 7 августа 1990 года Свято-Покровский храм был открыт. Чин освящения провёл архиепископ Могилёвский и Мстиславский Максим.
Со времени открытия храма и до закрытия в 1962 году в храме служил отец Иоанн Захарченко. После повторного открытия в 1990 году в церкви служили священники: Николай Афанасьев, Андрей Мильто, Григорий Пашкевич. С 2013 года в храме служит отец Сергий Пешко.